# Edward Maya
Eduard Marian Ilie (Boekarest, 29 juni 1986), beter bekend onder de naam Edward Maya, is Roemeens zanger, songwriter, diskjockey, muzikant en producer. Hij is het meest bekend van Stereo Love dat in 2009 wereldwijd een hit werd.

## Biografie
Edward Maya voltooide de middelbare school muziek George Enescu te Boekarest, Roemenië. Daarna ging hij studeren aan het Conservatorium van de muziek.
In 2006 maakte hij samen met E. Carcota een nummer voor Mihai Trăistariu (Michael Treistariu), die dat jaar Roemenië vertegenwoordigde op het Eurovisiesongfestival. Mihai Trăistariu eindigde met het nummer 'Tornerò' op de 4e plaats en werd op 26 februari 2006 verkozen tot beste finalist in de nationale finale voor het Songfestival.
In 2008 produceerde Maya een album voor de band Akcent. Hij produceerde singles voor de groep als Stay with me, That's my name en Lover's cry.
In 2009 bracht hij het nummer Stereo Love uit, zijn eerste hit als producer en artiest. De eveneens uit Roemenië afkomstige Vika Jigulina vroeg hij als zangeres voor dit nummer. This is my life werd de opvolger van de hitsingle Stereo Love. Ook op deze single zingt Vika Jigulina mee. De single verscheen in 2010. De volgende single heette Desert Rain en is qua stijl vergelijkbaar met Stereo Love en This is my life. Net als op die twee singles zingt ook op Desert Rain Vika Jigulina mee.
Sinds 2010 heeft Maya zijn eigen platenlabel, Mayavin Records, waarmee hij jong talent een kans wil bieden evenals hij groot te worden in de dancewereld.
In 2011-2012 hielp hij onder andere Violet Light met de nieuwe single Love Story. In 2013 kwam zijn single Friends Forever uit.

## Discografie

### Singles
| Single met eventuele hitnotering(en) in de Nederlandse Top 40 | Datum van verschijnen | Datum van binnenkomst | Hoogste positie | Aantal weken | Opmerkingen                                     |
| ------------------------------------------------------------- | --------------------- | --------------------- | --------------- | ------------ | ----------------------------------------------- |
| Stereo love                                                   | 2009                  | 26-09-2009            | 1 (2 weken)     | 17           | met Vika Jigulina / Nr. 5 in de Single Top 100  |
| This is my life                                               | 2010                  | 30-01-2010            | 24              | 7            | met Vika Jigulina / Nr. 42 in de Single Top 100 |

| Single met hitnotering(en) in de Vlaamse Ultratop 50 | Datum van verschijnen | Datum van binnenkomst | Hoogste positie | Aantal weken | Opmerkingen              |
| ---------------------------------------------------- | --------------------- | --------------------- | --------------- | ------------ | ------------------------ |
| Stereo love                                          | 2009                  | 21-11-2009            | 7               | 25           | met Vika Jigulina / Goud |
| This is my life                                      | 2010                  | 01-05-2010            | tip4            | -            | met Vika Jigulina        |

- Bibsys: 13005139
- Bibliothèque nationale de France: cb161856460 (data)
- Gemeinsame Normdatei: 141188936
- International Standard Name Identifier: 0000 0003 6861 8838
- Library of Congress Control Number: no2011059051
- MusicBrainz: 257891db-1f69-4660-894d-075e355431a8
- Nationale Bibliotheek van Tsjechië: mzk2010588564
- Système universitaire de documentation: 157703843
- Virtual International Authority File: 61145970152732251296